# Principat d'Aurenja
El principat d'Aurenja (Aurenja en occità, Orange en francès) fou un comtat i després principat sobirà, gairebé completament enclavat en el Comtat Venaissí i amb capital a la ciutat d'Aurenja (en francès Orange), a l'actual departament de Vauclusa (França). El títol de princesa d'Aurenja el porta actualment la princesa Caterina Amèlia dels Països Baixos, de la casa d'Aurenja-Nassau.

## Història

### El comtat
El comtat d'Aurenja, situat en la part nord de l'actual departament de Vauclusa, hauria estat fundat per Carlemany. Per herència el comtat va passar el 1173 a la casa dels Baus.

### Genealogia de la línia comtal
La genealogia és força discutida. Seguirem aquí al genealogista catala Armand de Fluvià i Escorsa però amb l'advertència que hi ha altres possibilitats. El origen primer estaria en un noble de nom Rotbald o Ratbold, pare de Rotbald l'Antic, mort el 948.
A la mort d'Hug d'Arle, el rei Conrad I d'Arle, va repartir el comtat d'Arle en tres parts que va donar a:
- Bosó II d'Arle, fill de Rotbald l'Antic, comte d'Arles 947-967
- Guillem d'Avinyó, germà de l'anterior, comte d'Avignon 947-? (mort sense hereus abans del 967)
- Griffó, comte d'Apt

Guillem i Bosó van eliminar a Griffó. Guillem només hauria deixat un fill de nom Arquimbald, que era clergue. Bosó va reunir tot el comtat que fou anomenat comtat de Provença i a la seva mort el van heretar els seus fills Rotbald I (o Ratbold I) comte d'Avinyó, i Guillem I l'Alliberador, comte d'Arle i marquès.
Guillem (mort el 993) va tenir d'un primer matrimoni a Odila, a la que va cedir el territori de Niça i Vence amb títol de vescomtessa; Odila es va casar dues vegades, primer amb Miró vescomte de Siseron i després amb Laugier IsmidÓ, senyor de Valence de Royan, titulat vescomte de Vence; no consta descendència de cap dels dos matrimonis. Del segon matrimoni de Guillem va néixer Guillem II, que fou comte d'Arle i marquès de Provença, i vescomte de Sisteron i fou el pare de Guillem III, comte d'Arle, mort sense successió vers 1030, i de Jofre I, marquès de Provença, comte d'Arle i vescomte de Niça per herència directe i comte de part d'Avinyó per herència d'una altra branca; un tercer germà, Folc Bertran I, va casar amb Hildegarda Eva que li va aportar una altra part d'Avinyó amb Forcalquier, Dia i Aurenja.
Rotbald (mort el 1002) va repartir l'herència entre dos fills, Guillem II (mort el 1024 sense successió) i Rotbald II (mort el 1010). La meitat d'Avinyó d'aquest va passar al seu fill Guillem III Venaisí, que el 1024 va reunir els territoris del seu oncle Guillem II. Va morir el 1042 (la seva única filla Llúcia segurament havia mort) i l'herència es va repartir:
- Un part va passar a Jofre I d'Arle.
- Una altra part a Emma (germana de Guillem III) casada amb Guillem Tallaferro comte de Tolosa

Emma va deixar la seva part als seus fills Bertran I, comte d'Avinyó, Aurenja i Dia i marquès, i Pons II de Provença i III de Tolosa que portà els títols de comte de Tolosa, Albi, Alvèrnia, Sant Geli, Velai, i Carci, i marquès de Provença i va fundar la branca dels comtes de Tolosa i marquesos de Provença.
Bertran I, comte d'Avinyó, Aurenja i Dia i marquès, va morir després del seu únic fill mascle Ramon (mort abans del 1040) i el va succeir la seva filla Hildegarda Eva, que va aportar la seva herència al seu marit Folc Bertran I, abans esmentat. Així Provença quedava dividida en tres parts: 
- La dels comtes i marquesos de Provença
- La d'Hildegarda i Folc Bertran, comtes d'Avinyó, Aurenja i Dia i marquesos
- La de Jofre I comte d'Arle i Niça, i comte de part d'Avinyó, marquès

Només interessa aquí la branca d'Hildegarda i Folc Bertran, que tenien Aurenja. Van deixar cinc fills:
- Guillem IV comte a part d'Avinyó, Forcalquier i Sisteron
- Jofre I comte a Dia
- Guillem I comte a Gap i Embrun
- Eldearda de Provença, comtessa a part d'Avinyó, casada amb Ramon IV de Sant Geli, comte de Tolosa i marquès de Provença
- Gerberga comtessa a Aurenja, casada amb Bertran II Rambold I vescomte de Sisteron

Jofre I pel seu costat va deixar la seva part als seus dos fills (un tercer va morir jove):
- Gerberga I comtessa indivisa a Arle, Niça i part d'Aviynó, casada amb Gilbert I vescomte de Millau i part del Carladès (Carlat), que foren els pares de Dolça de Provença, que va aportar els territoris i altres drets al casal de Barcelona per matrimoni amb Ramon Berenguer III.
- Bertran I comte indivís a Arle, Niça i part d'Aviynó

Bertran II Rambold I vescomte de Sisteron fou comte consort d'Aurenja, i el pare de Bertran III Rambold II. Aquest fou el pare de Tiburga I, casada amb Guillem I d'Omelas, pares al seu torn de Tiburga II, esposa (en segones noces) de Bertran I dels Baus. Tiburga II i Bertran I foren els pares de cinc fills, un dels quals, Guillem, va heretar el comtat d'Aurenja elevat a principat.

### Principat
El comtat fou fet principat el 1181 i fou feu del Sacre Imperi Romanogermànic, ja que formava, abans de la seva erecció en principat, part del Regne d'Arles. El comtat i després el principat es beneficiaven doncs dels drets feudals i de la sobirania pròpia de les terres d'Imperi.

Després ja com a principat, va passar el 1388 a la casa de Chalon, i el 1544 a la casa de Nassau. L'últim descendent de la casa de Chalon, Ramon de Chalon, casat amb Anna de Lorena, fill del duc Antoni de Lorena, va llegar el principat al seu cosí Guillem I d'Aurenja-Nassau conegut com a Guillem el Taciturn, que no era un descendent dels prínceps originals; al cap de pocs anys (1551) Aurenja fou annexionat unilateralment al Delfinat per Enric II de França que l'hagué de restituir tanmateix a Guillem el Taciturn el 1559.
Lluís XIV de França ocupà diverses vegades el territori del principat en el marc de les guerres contra el stadhouder Guillem III d'Aurenja (que fou més tard el rei Guillem III d'Anglaterra i d'Escòcia): el 1673, 1679, 1690 i 1697. Una última ocupació, a partir de 1702 portà al reconeixement definitiu de l'adquisició pel Tractat d'Utrecht el 1713.

## Revendicació del títol depríncep d'Aurenja
- Casa d'Aurenja-Nassau

Guillem III va designar en el seu testament un altre hereu, Joan Guillem Frisó de Nassau, descendent en línia masculina del germà de Guillem el Taciturn i per via femenina descendent del Taciturn mateix. Joan Guillem va ser designat hereu dels prínceps d'Aurenja (Aurenja) als Països Baixos, i alguns dels seus descendents van ser stadhouders. Aquesta pretensió es fundava en la llei sàlica i en el testament de Guillem III. França no els va permetre mai obtenir res del principat mateix, però en van portar el títol. És així com aquest títol va formar part de la titulació dels últims stadhouders de les Províncies Unides, i de la família reial neerlandesa actual, la casa d'Aurenja-Nassau.
- Casa de Mailly-Nesles

Després de l'annexió per França el 1673, Lluís XIV de França va autoritzar el 1706 a Louis De Mailly-Nesle, marquès de Nesle (1689- 1764), hereu de la Casa de Châlon, a qualificar-se príncep d'Aurenja. Aquesta família porta encara el títol pretès avui.
- Casa de Borbó-Conti

Mo obstant Lluís XIV va reunir Aurenja à la corona i va donar el principat el 1712 a Lluís Armand II de Borbó-Conti.
D'altres famílies i descendents que mai no van posseir el principat d'Aurenja han pretès portar el títol de Príncep d'Aurenja.

## Llista dels comtes i prínceps d'Aurenja

### Comtes
- Bertran I (+ després de 1040)
- Hildegarda Eva vers 1040-?
- Folc Bertran I comte consort d'Aurenja (+1050/1054)
- Gerberga comtessa a Aurenja (+ abans de 1065)
- Bertran II Rambold I vescomte de Sisteron, comte consort (+1073)
- Bertran III Rambold II comte d'Aurenja, vers 1065-1121 (fill)
- Tiburga I 1121-vers 1150 (filla)
- Guillem I d'Omelas 1121-1156 (marit, comte consort)
- Tiburga II vers 1150-1173 (+ vers 1173) (filla)
- Bertran I dels Baus 1171-1181 (marit, comte consort)
- Guillem I dels Baus-Aurenja vers 1173-1218 (fill), príncep 1181

### Prínceps: casa dels Baus
- Guillem I dels Baus-Aurenja (1181-1218) comte fins a 1181
- Ramon I dels Baus-Aurenja (1218-1282)
- Bertrand II dels Baus-Aurenja (1281-1314) (IV senyor del Baus)
- Ramon II dels Baus-Aurenja (1314-1340) (IV senyor del Baus)
- Ramon III dels Baus-Aurenja (1340-1393) (V senyor del Baus)
- Maria dels Baus-Aurenja (1393-1417), filla de Ramon, casada amb Joan III de Chalon-Arlay (1393-1418)

### Casa de Châlon
- Lluís I (1418-1463)
- Guillem II d'Aurenja (Guillem VII de Chalon) (1463-1475)
- Joan de Chalon-Arlay (1475-1502)
- Filibert de Chalon (1502 - 1530)
- Renat de Chalon (1530-1544), (nebot de l'anterior)

### Casa d'Aurenja-Nassau
- Guillem I d'Aurenja-Nassau (1544- 1584), anomenat Guillem el Taciturn, cosí del precedent, primer stadthouder de les Províncies Unides. A l'origen comte del petit Comtat de Nassau-Dillenburg, i hereu del seu pare d'alguns feus a Holanda, amplià les seves possessions als Països Baixos (la senyoria de Breda entre altres) per l'herència del seu cosí Ramon, príncep d'Aurenja, quan només tenia 11 anys.
- Ocupació frances 1551-1559
- Felip Guillem d'Aurenja, fill de l'anterior
- Justí de Nassau, germà de l'anterior, almirall d'Holanda, governador de Breda.
- Maurici d'Aurenja-Nassau, germà de l'anterior
- Frederic Enric d'Aurenja-Nassau, germà de l'anterior. El títol príncep d'Aurenja va esdevenir sinònim de stadthouder dels Països Baixos.
- Guillem II d'Aurenja-Nassau, fill de l'anterior
- Guillem III d'Aurenja-Nassau, fill de l'anterior
- Joan Guillem Frisó de Nassau, descendent per línia masculina d'un germà del Taciturn.
- 1702-1713 ocupació francesa
- Guillem IV d'Aurenja-Nassau (1711-1751), fill de l'anterior (des de 1702 només el títol)
- Annexió a França 1713
- Guillem V d'Aurenja-Nassau (1748-1806), fill de Guillem IV)

Posteriorment fou el títol de l'hereu del regne del Països Baixos per llei, i els fills de l'hereu són prínceps (o princeses) hereditaris d'Aurenja.

## Literatura
A la novel·la catalana del segle xv Curial i Güelfa, el principat d'Aurenja i, per tant, el títol, és atorgat a l'heroi, Curial, pel rei de França.  Arxivat 2007-09-26 a Wayback Machine.